# 埃尔基·卡塔亚
埃尔基·卡塔亚（芬蘭語：Erkki Kataja，1924年6月19日—1969年4月27日），芬兰男子田径运动员。他曾代表芬兰参加1948年和1952年夏季奥林匹克运动会田径比赛，其中1948年奥运会获得一枚银牌。